# Antrostomus
Antrostomus es un género de aves caprimulgiformes perteneciente a la familia Caprimulgidae. Sus miembros habitan en América y anteriormente se clasificaban en el género Caprimulgus, pero los análisis genéticos indicaron la división en un género separado.

## Especies
Se reconocen las siguientes especies:
- Antrostomus carolinensis – chotacabras de la Carolina.
- Antrostomus rufus – chotacabras colorado.
- Antrostomus cubanensis – chotacabras cubano.
- Antrostomus ekmani – chotacabras de la Española
- Antrostomus salvini – chotacabras ticuer.
- Antrostomus badius – chotacabras guatemalteco.
- Antrostomus ridgwayi – chotacabras tucuchillo.
- Antrostomus vociferus – chotacabras cuerporruín.
- Antrostomus arizonae – chotacabras cuerporruín mexicano.
- Antrostomus saturatus – chotacabras fuliginoso.
- Antrostomus noctitherus – chotacabras portorriqueño.
- Antrostomus sericocaudatus – chotacabras coladeseda.